# KRC Gand
Ne pas confondre avec KAA La Gantoise, un autre club de football de Gand.
Actualités
Dernière mise à jour : 29 août 2023.
Le Koninklijke Racing Club Gent (ou K. RC Gent) est un club belge de football basé à Oostakker dans la banlieue gantoise. Fondé en 1899, le club est porteur du matricule 11. Ses couleurs sont le noir, le rouge, le blanc et le jaune. Il s'agit des couleurs des clubs avec lesquelles fusionna successivement le RC de Gand initial. Habituellement, l'équipe première évolue en noir et blanc.
Le club évolue en Division 2 Amateur lors de la saison 2018-2019, ce qui constitue sa 99e saison en séries nationales.

## Évolution du niveau
Le matricule 11 (ou le club qui se le vit attribuer) joua en:
- Division 1: en 1898-1900, 1908-09, 1911-1922, 1923-30, 1931-35, 1952-53.
- Division 2 (ou équivalent): en 1909-11, 1922-23, 1930-31, 1935-38, 1951-52, 1953-1955.
- Division 3 (ou équivalent): en 1938-51, de 1955-69, en 1972-73, de 1994-2003, en 2008-09.
- Promotion en 1969-72, 1973-81, 1986-87, 1988-94, 2003-08, depuis 2009.

## Finaliste de la Coupe de Belgique
Le Racing Club de Gand disputa la toute première finale de la Coupe de Belgique en 1912. Il s'inclina (1-0) contre le Racing CB.

## Repères historiques

### Prémices
La ville de Gand découvre le football dès la dernière partie du XIXe siècle. Ville industrieuse et estudiantine, elle a été logiquement à l'avant-garde de l'installation et du développement des activités sportives, dont le Football, en Belgique. On a retrouvé la trace d'une vingtaine de clubs qui ont été affiliés à la fédération belge (UBSSA puis UBSFA et enfin URBSFA) entre la création de celle-ci le 1er septembre 1895 et la mise en œuvre des numéros de matricule dont la première liste est publiée le 21 décembre 1926.
La première date mentionnée après l'année est celle de l'affiliation à l'UBSSA/UBSFA :
- 1898 : 1er janvier 1898, SPORT PEDESTRE GAND. Affiliation à l'UBSSA antérieure à 1898. Ce club n'est plus dans les registres de la fédération le 15 janvier 1900. Voir ci-dessous « Racing ».
- 1898 : 30 novembre 1898, ATHLETIC CLUB GANTOIS. Voir ci-dessous « Racing ».
- 1901 : OMNIUM SPORTING CLUB DE GAND. Date d'affiliation et de démimission ou radiation inconnues. certainement actif du 16 janvier 1901 au 13 mars 1903
- 1902 : SWIFT CLUB GANTOIS. Ne s'est sans doute jamais affilié à l'UBSSA. Date disparition inconnue.
- 1902 : 1er juillet 1902, SPORTMEN'S CLUB GANTOIS. Démission le 10 mars 1903 Voir ci-dessous « Racing ».
- 1905 : 2 février 1905, FOOTBALL CLUB EENDRACHT GAND. Radiation le 28 juillet 1913. reconstitué en 1920
- 1907 : 28 février 1907, UNION PEDESTRE GANTOISE. Suspendu pour non-paiement de dettes le 23 janvier 1908.
- 1907 : 28 juillet 1907, STADE GANTOIS. Disparition durant la Première Guerre mondiale.
- 1907 : 8 septembre 1907, CERCLE SPORTIF GANTOIS. Date démission/radiation inconnue.
- 1911 : 30 juillet 1911, SPORTING CLUB GANTOIS. Démission le 25 janvier 1912.
- 1913 : 28 juillet 1913, LES AMIS DE L'ASSOCIATION ATHLETIQUE LA GANTOISE. Ne s'est sans doute jamais affilié à l'UBSSA. Date disparition inconnue.
- 1914 : 1er avril 1914, S.S.A. ALLIANCE GAND. Disparition durant la Première Guerre mondiale ?
- 1920 : FOOTBALL CLUB VOORWAERTS GAND. Date affiliation inconnue. Démission le 25 janvier 1920.
- 1920 : FOOTBALL CLUB VRIENDSCHAP GAND. Date affiliation inconnue. Démission le 25 janvier 1920.
- 1920 : 17 janvier 1920FOOTBALL CLUB EENDRACHT GAND. Radiation le 10 novembre 1921. reconstitué le 1er juillet 1924, puis porteur du matricule 432 , voir ci-dessous « Racing ».
- 1920 : Date d'affiliation inconnue, GANDA FOOTBALL CLUB, créé le 17 janvier 1920. Démission le 9 janvier 1926.
- 1920 : Date d'affiliation inconnue, FOOTBALL CLUB UNION GAND. Démission le 25 janvier 1920.
- 1921 : Date d'affiliation inconnue, FOOTBALL CLUB EENDRACHT SPORT GAND, créé le 6 janvier 1921, Radiation le 28 juillet 1923.
- 1921 : 21 août 1921 FOOTBALL CLUB ETOILE SPORTIVE GAND. Démission ou Radiation avant décembre 1926, n'a pas reçu de n° matricule.
- 1921 : 21 août 1921 FOOTBALL CLUB GERMINAL GAND. Démission ou Radiation avant décembre 1926, n'a pas reçu de n° matricule.
- 1926 : 9 janvier 1926, FOOTBALL CLUB ETOILE BLEUE GAND. Radiation le 17 mars 1927.

### "Racing"
- 1898 -  ATHLETIC CLUB GANTOIS et SPORT PEDESTRE GANTOIS participent à la plus haute division belge appelée Coupe de Championnat.

- 1899 - 01/04/1899, fusion de l''ATHLETIC CLUB GANTOIS et du SPORT PEDESTRE GANTOIS pour former le RACING CLUB DE GAND. Le club s'affilie à l'UBSSA (future URBSFA) le 16 juillet 1899.
- 1902 - 01/07/1902, affiliation à l'UBSSA de SPORTMEN'S CLUB GANTOIS'.
- 1903 - le 13/03/1903, fusion entre RACING CLUB DE GAND et SPORTMEN'S CLUB GANTOIS pour former RACING CLUB DE GAND.
- 1905 - RACING CLUB DE GAND prend ses quartiers dans son nouveau stade, le "Emmanuel Hielstadion". Il y reste 105 ans.
- 1924 - 18/06/1924, RACING CLUB DE GAND est reconnu Société Royale et prend le nom de ROYAL RACING CLUB DE GAND le 20/06/1924.
- 1924 - 01/07/1924, fondation de FOOTBALL CLUB EENDRACHT GENT.
- 1924 - 19/11/1924, FOOTBALL CLUB EENDRACHT GENT  s'affilie l'URBSFA sous la dénomination FOOTBALL ATHLETIC CLUB EENDRACHT GENT.
- 1925 - 01/09/1925, FOOTBALL ATHLETIC CLUB EENDRACHT GENT change son nom et devient FOOTBALL CLUB ATHLETIC MEULESTEDE.
- 1926 - 21/12/1926, ROYAL RACING CLUB DE GAND se voit attribuer le numéro matricule 11 - FOOTBALL ATHLETIC CLUB MEULESTEDE reçoit le numéro matricule 432.
- 1937 - 24/04/1937, fondation de FOOTBALL CLUB OOSTAKKER.
- 1938 - 30/08/1938, FOOTBALL CLUB OOSTAKKER s'affilie à l'URBSFA qui lui attribue le numéro matricule 2689.
- 1939 - fondation de STANDAERT BOYS GENT qui s'affilie à l'URBSFA le 22/08/1939 et reçoit le numéro matricule 2828.
- 1940 - 04/09/1940, EENDRACHT GENT s'affilia à l'URBSFA qui lui attribue le matricule 2866.
- 1941 - 03/06/1941 fusion de STANDAERT BOYS GENT (2828) et EENDRACHT GENT (2866) pour former STANDAARD GENT. Le 25/06/1941, le club s'affilie à l'URBSFA qui lui attribue le matricule 3002. Les matricules 2828 et 2866 sont démissionnés peu après[3].
- 1951 - 01/06/1951, FOOTBALL ATHLETIC CLUB MEULESTEDE (432) est reconnu Société Royale et prend le nom de KONINKLIIJKE FOOTBALL ATHLETIC CLUB MEULESTEDE (432), le 04/07/1951.
- 1955 - Le 25/08/1955, STANDAARD GENT (3002) changea son appellation et devint FOOTBALL ATHLETIEK CLUB STANDAARD GENT (3002).
- 1969 - 24/02/1969, ROYAL RACING CLUB DE GAND (11) change son appellation en ROYAL RACING CLUB GENT (11).
- 1969 - 26/03/1969, fondation de FOOTBALL CLUB HEIRNIS GENT.
- 1970 - 16/09/1970, FOOTBALL CLUB HEIRNIS GENT s'affilie à l'URBSFA qui lui attribue le numéro matricule 7504.
- 1987 - 26/01/1987, FOOTBALL CLUB OOSTAKKER (2689) est reconnu Société Royale et prend le nom de KONINKLIJKE FOOTBALL CLUB OOSTAKKER (2689).
- 1987  - 01/07/1987, fusion de ROYAL RACING CLUB GENT (11) et de FOOTBALL CLUB HEIRNIS GENT (7504) pour former ROYAL RACING CLUB HEIRNIS-GENT (11).
- 1991 - 01/07/1991, fusion de KONINKLIJKE FOOTBALL ATHLETIC CLUB MEULESTEDE (432) et FOOTBALL ATHLETIEK CLUB STANDAARD GENT (3002) pour former KONINKLIJKE VOETBALVERENIGING STANDAARD MEULESTEDE (432).
- 1999 - 01/07/1999, ROYAL RACING CLUB HEIRNIS-GENT (11) change son appellation et devient ROYAL RACING CLUB GENT (11).
- 2000 - 01/07/2000, fusion de ROYAL RACING CLUB GENT (11) et de KONINKLIJKE VOETBALVERENIGING STANDAARD MEULESTEDE (432) pour former ROYAL RACING CLUB GENT-ZEEHAVEN (11).
- 2002 - 01/07/2002, fusion de ROYAL RACING CLUB GENT-ZEEHAVEN (11) et de KONINKLIJKE FOOTBALL CLUB OOSTAKKER (2689) pour former KONINKLIJKE RACING CLUB GENT-ZEEHAVEN (11).
- 2010 - 02/05/2010, KONINKLIJKE RACING CLUB GENT-ZEEHAVEN (11) dispute son 1er match officiel au "PGB-stadion" d'Oostakker (succès 2-0 contre Football Couillet-La Louvière). Depuis 1905, le club évoluait à l'Emmanuel Hielstadion.
- 2016 - 01/07/2016, KONINKLIJKE RACING CLUB GENT-ZEEHAVEN (11) change son appellation et devient KONINKLIJKE RACING CLUB GENT (11).

## Anciennes appellations
L'actuel matricule 11 porta plusieurs appellations officielles depuis sa création:
- 1899 : Racing Club de Gand
- 1925 : Royal Racing Club de Gand
- 1969 : Royal Racing Club Gent
- 1987 : Royal Racing Club Heirnis Gent
- 1999 : Royal Racing Club Gent
- 2000 : Royal Racing Club Gent-Zeehaven
- 2002 : K. Racing Club Gent-Zeehaven
- 2016 : K. Racing Club Gent

## Palmarès
Sous ses différentes appellations, le « Racing de Gand » a remporté 7 titres en séries nationales.
- 3 fois champion de Division 2 (ou équivalent): 1911, 1931, 1952.
- 1 fois champion de Division 3 (ou équivalent): 1951.
- 3 fois champion de Promotion (en tant que D4): 1994, 2008, 2013.

## Résultats dans les divisions nationales
Statistiques mises à jour le 9 décembre 2024 (terme de la saison 2023-2024)

### Bilan
| Niv | Divisions     | Jouées | Titres | TM Up | TM Down |
| --- | ------------- | ------ | ------ | ----- | ------- |
| I   | 1re nationale | 20     | 0      |       |         |
| II  | 2e nationale  | 10     | 2      |       |         |
| III | 3e nationale  | 38     | 1      | 1     |         |
| IV  | 4e nationale  | 35     | 3      | 4     |         |
| V   | 5e nationale  | 0      | 0      |       |         |
|     |               |        |        |       |         |
|     | TOTAUX        | 103    | 6      | 5     | 0       |

- TM Up : test-match pour départager des égalités, ou toutes formes de Barrages ou de Tour final pour une montée éventuelle.
- TM Down : test-match pour départager des égalités, ou toutes formes de Barrages ou de Tour final pour le maintien.